# آلبرت لوکی
آلبرت لوکی (هلندی: Albert Luque؛ زادهٔ ۱۱ مارس ۱۹۷۸) یک بازیکن فوتبال اهل اسپانیا است.
وی همچنین در تیم ملی فوتبال اسپانیا بازی کرده‌است.